# Raimund Neunteufel
Raimund Neunteufel (22. května 1872 Japons – 18. dubna 1937 Štýrský Hradec) byl rakouský politik, na počátku 20. století poslanec Říšské rady.

## Biografie
Pocházel z rodiny zemědělce. Vychodil národní školu a gymnázium v Hornu (maturita roku 1890). Následně byl po jeden rok dobrovolníkem v armádě. Studoval na Vídeňské univerzitě, nejprve medicínu, pak právo, ale studia nedokončil. V roce 1899 se účastnil založení Zemského spolku studentů Horních Rakous a Salcburska. Působil jako publicista a novinář. V roce 1900 se přestěhoval do Štýrského Hradce a stal se redaktorem listu Grazer Volksblatt, vydávaného katolickým tiskovým podnikem. Roku 1904 se stal i odpovědným redaktorem listu Sonntagsboten. Roku 1904 kvůli platovým požadavkům redakci Grazer Volksblatt opustil, ale krátce poté se do ní vrátil a byl zde od roku 1906 opět aktivní jako novinář. Redakci opustil definitivně až roku 1910 a založil v Štýrském Hradci list Österreichischen Staatsbürger.
Byl dobrým řečníkem a publicistou a angažoval se v politice jako člen německých politických stran. Zpočátku byl stoupencem Křesťansko sociální strany. Křesťansko sociální hnutí ho oslovilo již ve Vídni a snažil se vybudovat jeho síť i ve Štýrsku. Roku 1901 zde založil první stranickou organizaci a v únoru 1907 byl zvolen předsedou zemského vedení strany. V roce 1910 se ovšem dostal do ostrého sporu s Franzem Hagenhoferem, který byl předákem štýrských křesťanských konzervativců.
Na počátku 20. století se zapojil i do celostátní politiky. Ve volbách do Říšské rady roku 1911 získal mandát v Říšské radě (celostátní zákonodárný sbor) za obvod Štýrsko 7. V roce 1911 se pro pokračující rozpory v štýrském křesťansko sociálním hnutí rozešel se svými stranickými kolegy a společně s několika dalšími politiky založil novou formaci, Nezávislá křesťansko sociální lidová strana Německého Rakouska (Unabhängige Christlichsoziale Volkspartei der Deutschen Österreichs), a stal se jejím předsedou. K straně se přidal i další poslanec Říšské rady Ferdinand Pantz.
Na Říšské radě zpočátku Neunteufel působil jako nezařazený poslanec. Poté, co se na druhém sjezdu Nezávislé křesťansko sociální lidové strany Německého Rakouska v lednu 1913 k této formaci připojili i další nespokojení politici včetně Augusta Kemettera, došlo k ustavení vlastního parlamentního klubu nazvaného Deutsches Zentrum. Podle jiného zdroje ovšem roku 1917 usedl do poslanecké frakce Německý národní svaz, do které se sloučily německé konzervativně-liberální a nacionální politické proudy. A teprve později byl členem klubu Deutsches Zentrum. Ve vídeňském parlamentu setrval až do zániku monarchie. K roku 1911 se profesně uvádí jako spisovatel a vydavatel listu Österr. Staatsbürger.
V letech 1918–1919 zasedal jako poslanec Provizorního národního shromáždění Německého Rakouska (Provisorische Nationalversammlung), nyní za Německou nacionální stranu (DnP). Podle jiného zdroje zastupoval v tomto zákonodárném sboru křesťanské sociály, protože během války došlo k otupění předchozích stranických sporů.
V následném období, kdy se opět vzdaloval křesťanským sociálům, se naopak sbližoval s Velkoněmeckou nacionální stranou, která ho v roce 1919 nominovala do Mezirezortní komise pro západní Uhersko (Burgenland). Přestěhoval se do Vídně a byl ředitelem knihovny. V roce 1933 se zapojil do organizace Vaterländische Front. Byl tiskovým referentem jejího zemského vedení ve Štýrsku.